# Tetróxido de iridio
El tetraóxido de Iridio, también llamado  óxido de iridio(VIII), de fórmula IrO4, es un compuesto binario de oxígeno e iridio en estado de oxidación +VIII.
Este compuesto se forma por  rearreglos fotoquímicos de [(η1O2)IrO2]  en argón sólido a una temperatura de 6 K (−267 °C, −449 °F). A temperaturas más altas el óxido es inestable. La detección del catión de tetraóxido de iridio por espectroscopía de fotodisociación infrarroja ha sido informada con estado de oxidación formal IX.